# Keseberg (Kellerwald)
Der Keseberg nahe Ederbringhausen im hessischen Landkreis Waldeck-Frankenberg ist ein Berg im Kellerwald. Seine Nordostkuppe (⊙) ist 431,2 m ü. NHN und seine auf Karten üblicherweise mit Keseberg beschriftete Südwestkuppe (⊙) etwa 430 m hoch.

## Geographie

### Lage
Der Keseberg erhebt sich im Westteil des Naturparks Kellerwald-Edersee im südlichen Gemeindegebiet von Vöhl. Seine höchste Stelle liegt 2 km östlich von Ederbringhausen, das sich jenseits der den Berg in Süd-Nord-Richtung passierenden Eder befindet, etwa 5 km nordwestlich liegt der Kernort der Stadt Frankenau und rund 1,3 km östlich deren an der Lorfe gelegener Ortsteil Altenlotheim.

### Berghöhe
Die auf vielen Karten namentlich unbenannte Nordostkuppe des Kesebergs ist laut auf topographischen Karten verzeichnetem trigonometrischem Punkt 431,2 m hoch. Die auf Karten üblicherweise mit Keseberg beschriftete Südwestkuppe ist laut auf diesen Karten sichtbaren Höhenlinien etwa 430 m hoch; deren Höhe wird teils mit nur 420 m angegeben, was sich aber auf eine der letzten unterhalb des Südwestgipfels ersichtlichen Höhenlinien bezieht.
Rund 250 m ostnordöstlich der dort als Keseberg benannten Erhebung liegt auf einem Waldweg der mit 422,5 m Höhe verzeichnete Sattel zwischen beiden Gipfeln. Dessen Höhe macht deutlich, dass nicht wirklich von zwei Bergen gesprochen werden kann, da die Schartenhöhe des Südwestgipfels nur wenige Meter beträgt.

### Naturräumliche Zuordnung
Der Keseberg liegt etwa im Zentrum des Naturraums Niederkellerwald (Nr. 344.5) am Nordwestrand des Kellerwaldes. In der naturräumlichen Feingliederung wird er bereits zu dessen Mittelteil Lotheimer Täler (344.51) gezählt, während die südsüdöstlich benachbarte, mit 442 m nur minimal höhere Bracht noch zu dessen Südteil Frankenauer Flur (344.50) gerechnet wird. Südlich liegt jenseits des Lengelbachs in der nicht mehr zum Kellerwald gerechneten Waldstruth (332.3), die sich zumeist linksseits der Eder befindet, der Hessensteiner Wald (332.32) mit dem Peterskopf (425,6 m). Links (= westlich) der Eder, auch in der Waldstruth mit dortiger Leimestruth (332.31), nehmen die Berghöhen allmählich weiter ab, während rechts (= östlich) des den Niederkellerwald abschließenden Tals der Lorfe die Ederhöhen im Bereich der Großen Hardt (344.3) in nur 3 km Entfernung Höhen von teils über 500 m und mit dem Traddelkopf maximal 626,4 m erreichen.

## Schutzgebiete
Auf dem bewaldeten Keseberg liegen Teile des Vogelschutzgebiets Kellerwald (VSG-Nr. 4920-401; 263,99 km² groß). Nach Westen fällt seine Landschaft in das Landschaftsschutzgebiet Auenverbund Eder (CDDA-Nr. 378400, 1993 ausgewiesen; 45,07 km² groß) mit dem dortigen Fauna-Flora-Habitat-Gebiet Obere Eder (FFH-Nr. 4917-350; 23,35 km²) ab.

## Burgen
Auf einem Nordausläufer des Kesebergs steht die Ruine der Keseburg (ca. 385 m) und auf einem südlichen Bergsporn oberhalb eines Baches die Burg Hessenstein (ca. 327 m), heute eine Herberge und Tagungsstätte.

## Verkehr und Wandern
Westlich unterhalb des Kesebergs verläuft entlang der Eder im Abschnitt Schmittlotheim–Ederbringhausen–Viermünden die Bundesstraße 252, von der nordwestlich des Bergs die Kreisstraße 85 abzweigt, um sogleich auf einer Brücke die Eder zu überqueren, die jenseits davon befindliche Untere Edertalbahn zu kreuzen und durch das jenseits des Flusses liegende Ederbringhausen zu führen. Zum Beispiel an der B 252 beginnend kann man auf mehreren Waldwegen und -pfaden den Berg erwandern. Zwei davon verlaufen knapp vorbei am Gipfel der Nordostkuppe und ein anderer führt direkt über die höchste Stelle der Südwestkuppe. Westlich um den Keseberg herum führt der Abschnitt Frankenau–Oberorke des Kellerwaldsteigs, der die Burg Hessenstein und die Keseburg passiert. Zudem verläuft der Abschnitt Lichtenfels–Frankenau des Barbarossawegs am Berg vorbei, der auch die Burg Hessenstein passiert.